# Джефферсон (округ Грін, Вісконсин)
Джефферсон (англ. Jefferson) — місто (англ. town) в США, в окрузі Ґрін штату Вісконсин. Населення — 1170 осіб (2020).

## Демографія
Згідно з переписом 2010 року, у місті мешкало 1217 осіб у 454 домогосподарствах у складі 349 родин. Було 475 помешкань
Расовий склад населення:
| - 98,7 % — білих - 0,4 % — азіатів - 0,2 % — чорних або афроамериканців |

До двох чи більше рас належало 0,6 %. Частка іспаномовних становила 0,6 % від усіх жителів.
За віковим діапазоном населення розподілялося таким чином: 25,8 % — особи молодші 18 років, 61,2 % — особи у віці 18—64 років, 13,0 % — особи у віці 65 років та старші. Медіана віку мешканця становила 41,1 року. На 100 осіб жіночої статі у місті припадало 100,8 чоловіків;  на 100 жінок у віці від 18 років та старших — 100,2 чоловіків також старших 18 років.
Середній дохід на одне домашнє господарство  становив 61 588 доларів США (медіана — 51 591), а середній дохід на одну сім'ю — 64 480 доларів (медіана — 54 861). Медіана доходів становила 40 000 доларів для чоловіків та 33 194 долари для жінок. За межею бідності перебувало 9,5 % осіб, у тому числі 16,1 % дітей у віці до 18 років та 3,7 % осіб у віці 65 років та старших.
Цивільне працевлаштоване населення становило 636 осіб. Основні галузі зайнятості: виробництво — 20,3 %, освіта, охорона здоров'я та соціальна допомога — 16,2 %, роздрібна торгівля — 12,3 %.